# فاندانغو (مصارع)

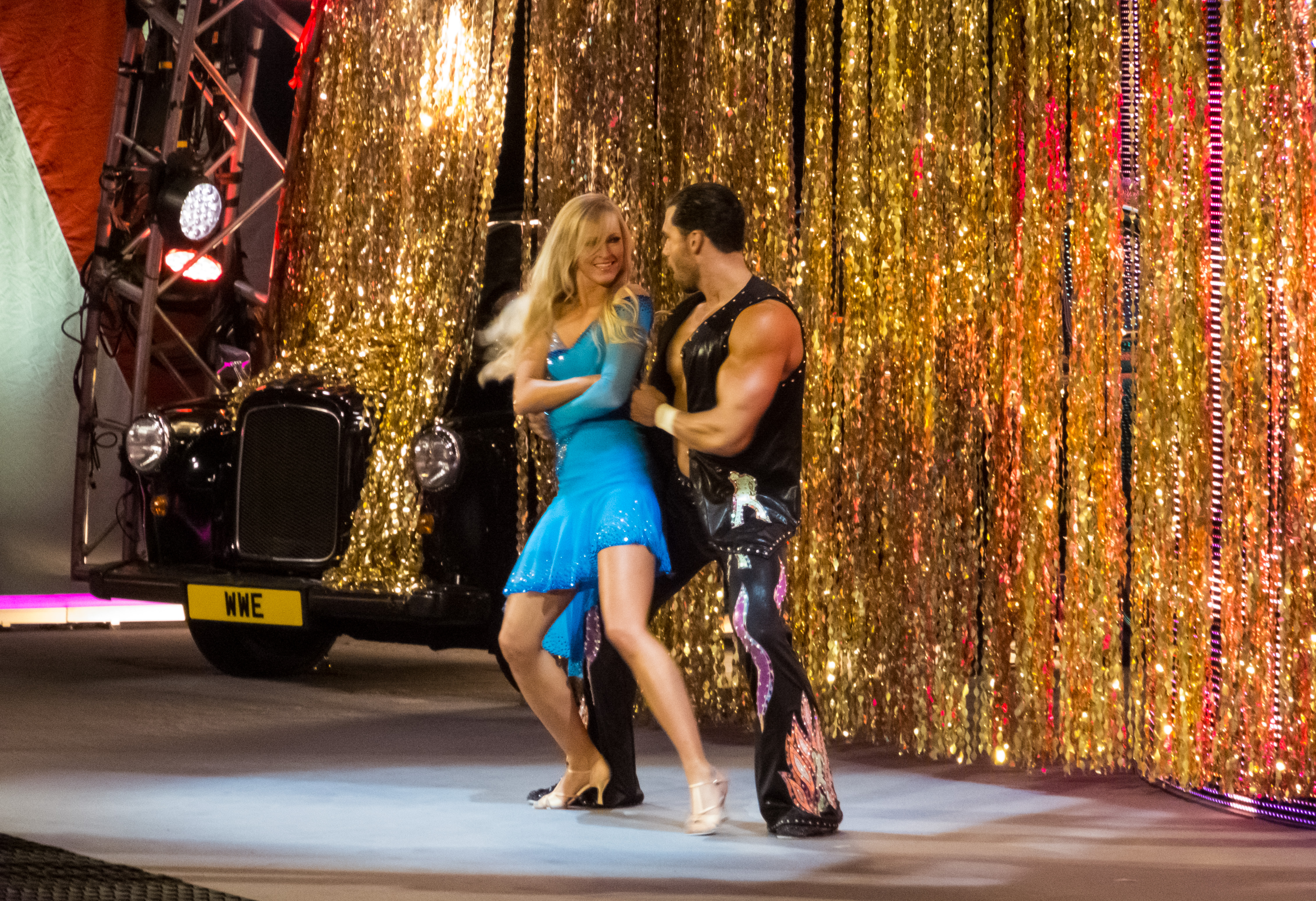
دخول فاندانغو

كورتس جوناثان هاسي (بالإنجليزية: Fandango) (ولد في 22 يوليو 1981) مصارع أمريكي محترف في شركة دبليو دبليو إي حيث يصارع باسم فاندانغو. طوله 1.88 متر، ووزنه 111 كيلو غرام. كان يصارع في موسم nxt wwe باسم جوني كورتيس تم أتى إلى عرض راو وكان على عداوة مع كريس جيريكو وهزمه في راسلمينيا.

## روابط خارجية
- فاندانغو على موقع IMDb (الإنجليزية)
- فاندانغو على موقع قاعدة بيانات الفيلم (الإنجليزية)
- فاندانغو على موقع كينوبويسك (الروسية)
- فاندانغو على موقع دبليو دبليو إي (الإنجليزية)
- فاندانغو على موقع CageMatch worker (الإنجليزية)
- فاندانغو على موقع عالم المصارعة على الإنترنت (الإنجليزية)